# Gualbert Flandrin
Pour les articles homonymes, voir Flandrin.
Gualbert Flandrin, né le 1er avril 1885 à Moyvillers (Oise) et mort le 7 décembre 1943, est un résistant français et un membre de Combat Zone Nord, mort en déportation.

## Biographie
Artilleur, il est blessé et gazé pendant la Grande guerre.
Membre du groupe de Compiègne dont il devient l’un des patrons officiels sous le nom d'Hector, chaud partisan de la lutte armée, il participe au repérage de terrains d’atterrissage et d’objectifs d’éventuels sabotages.
- 3 mars 1942 : arrêté par la Feldgendarmerie, emprisonné à Fresnes, il est déporté à la prison de Sarrebruck, en vertu du décret Nacht und Nebel.
- 15 octobre 1943 : avec Gilberte Bonneau du Martray et Alexandre Gandouin, il est condamné à mort pour espionnage en temps de guerre (affaire Continent) par le 2e sénat du Volksgerichtshof.
- 7 décembre 1943 : avec Georges Tainturier, Michel Edvire, Alexandre Gandouin, Gabriel Clara, Christian Héraude, Robert Héraude, Abel Laville et Albert Vandendriessche, il est guillotiné à la prison de Cologne.

## Sources
- Archives Nationales.
- Archives départementales de l’Oise.
- Musée de la Résistance et de la Déportation de Besançon.
- BDIC (Nanterre).

## Distinctions
- Médaille de la Résistance
- Croix de guerre 1939-1945